# Singapore Masters
Singapore Masters (lit. Mestres de Singapura) foi um torneio masculino de golfe profissional, que foi disputado em Singapura entre os anos de 2001 e 2007. Foi cossancionado pelo Circuito Asiático e pelo Circuito Europeu e foi um dos vários eventos do Circuito Europeu criados na Ásia Oriental, desde o início da década de 1990. Houve duas estreias importantes no Singapore Masters. Na edição de 2002, Arjun Atwal se tornou o primeiro golfista indiano a vencer no Circuito Europeu, e no ano seguinte, em 2003, Zhang Lian-wei se tornou o primeiro golfista da República Popular da China a fazer o mesmo quando venceu o golfista número dois do mundo, o sul-africano Ernie Els, no último buraco. Há também outro torneio de golfe no país, chamado Singapore Open, que faz parte do calendário do Circuito Asiático. É o torneio principal do Circuito Asiático e possui o maior prêmio monetário do que o Singapore Masters.

## Campeões
| Ano                                                  | Campeão                        | País                           | Pontuação                      | Par                            | Margem                         | Vice-campeão(ões)                 |
| Clariden Leu Singapore Masters                       | Clariden Leu Singapore Masters | Clariden Leu Singapore Masters | Clariden Leu Singapore Masters | Clariden Leu Singapore Masters | Clariden Leu Singapore Masters | Clariden Leu Singapore Masters    |
| ---------------------------------------------------- | ------------------------------ | ------------------------------ | ------------------------------ | ------------------------------ | ------------------------------ | --------------------------------- |
| 2007                                                 | Liang Wen-Chong                | China                          | 276                            | −11                            | Playoff                        | Iain Steel                        |
| OSIM Singapore Masters                               |                                |                                |                                |                                |                                |                                   |
| 2006                                                 | Mardan Mamat                   | Singapura                      | 276                            | −12                            | 1 tacada                       | Nick Dougherty                    |
| Caltex Masters, apresentado pelo Carlsberg           |                                |                                |                                |                                |                                |                                   |
| 2005                                                 | Nick Dougherty                 | Inglaterra                     | 270                            | −18                            | 5 tacadas                      | Maarten Lafeber Colin Montgomerie |
| 2004                                                 | Colin Montgomerie              | Escócia                        | 272                            | −16                            | 3 tacadas                      | Gregory Hanrahan                  |
| 2003                                                 | Zhang Lian-wei                 | China                          | 278                            | −10                            | 1 tacada                       | Ernie Els                         |
| Caltex Singapore Masters, apresentado pelo Carlsberg |                                |                                |                                |                                |                                |                                   |
| 2002                                                 | Arjun Atwal                    | Índia                          | 274                            | −14                            | 5 tacadas                      | Richard Green                     |
| Caltex Singapore Masters                             |                                |                                |                                |                                |                                |                                   |
| 2001                                                 | Vijay Singh                    | Fiji                           | 263                            | −21                            | 2 tacadas                      | Warren Bennett                    |